# Hoima (district)
Hoima is een district in het westen van Oeganda. Het administratief centrum bevindt zich in de stad Hoima. Hoima telde in 2020 naar schatting 374.500 inwoners op een oppervlakte van 1556 km². De voornaamste taal is het Runyoro. De westelijke begrenzing van het district wordt gevormd door het Albertmeer.
Het district was vroeger een deel van het koninkrijk Bunyoro. Het district werd opgericht in 1979 en in de loop der tijden verder opgesplitst. In 1991 werd het district Kibaale afgesplitst en in 2018 het district Kikuube. Het district grenst aan de Oegandese districten Kibaale, Kiboga, Kikuube en Masindi, en over het Albertmeer ook aan Congo-Kinshasa.

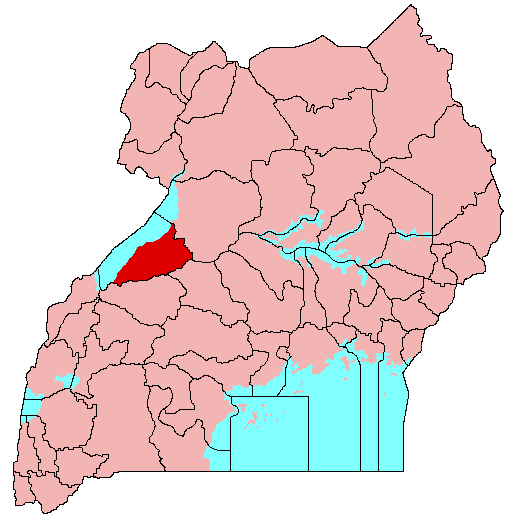
Het district voor het in 2018 werd opgesplitst